# Frank Stieren
Frank Stieren (* 10. Februar 1966 in Oelde, Westfalen) ist ein deutscher Schauspieler, Hörbuch- und Synchronsprecher.

## Leben und Wirken

### Film und Fernsehen
Frank Stieren wuchs im Münsterland auf und absolvierte von 1989 bis 1992 eine Schauspielausbildung an der privaten Schauspielschule Berliner Theaterschule.
Bereits vor Abschluss seiner Ausbildung entdeckte ihn dort 1991 Jürgen Brauer für die Hauptrolle des DEFA-Films Tanz auf der Kippe an der Seite von Dagmar Manzel. Der Film basiert auf dem Roman Augenoperation von Jurij Koch. Ebenfalls in dieser Zeit spielte er 1992 in dem Kinofilm Verlorene Landschaft unter der Regie von Andreas Kleinert. Für seine Darstellung des Ralph in dem ARD-Vierteiler Die Bombe tickt wurde Stieren 1994 für den Telestar nominiert.
Im Fernsehen übernahm Stieren neben durchgehenden Serienrollen vor allem Episodenrollen und Gastrollen in verschiedenen Fernsehserien. Mehrmals spielte Stieren in den Serien Der Alte, Siska und Tatort mit. Ebenso wurde er im romantischen Rollenfach in Produktionen wie Das Traumschiff eingesetzt. Größere Bekanntheit erlangte Stieren mit seinen Rollen als Kommissar an der Seite von Barbara Rudnik in den Thrillern Der Parkhausmörder (1996) und Mädchenhandel (1999).  In dem Action-Film Luftpiraten – 113 Passagiere in Todesangst spielte Stieren neben Alexandra Maria Lara 1999 die Hauptrolle des Philipp Neuss, den Chef einer Anti-Terror-Truppe. Einem breiten Publikum wurde er ebenfalls durch seine durchgehenden Hauptrollen als Bordmechaniker Max Westphal in der ZDF-Fernsehserie Die Rettungsflieger (1996–1998) und als Kommissar Timo Laboga in der Sat.1-Serie Die Kumpel (2000–2001) bekannt. Das ZDF verpflichtete Stieren 2007 auch für die Rolle des Dr. Max Ancker in der Serie Der Landarzt. Stieren wirkte ebenso in Kurzfilmen und in Kinderfilmen mit, zuletzt 2011 in Löwenzahn.

### Theater
Von 1993 bis 1995 war Stieren festes Ensemblemitglied an den Städtischen Bühnen Osnabrück. Weitere Theaterengagements hatte Stieren an der Tribüne in Berlin und 2006 am Schauspielhaus Kiel. 2008 spielte er an der Komödie Winterhuder Fährhaus in Hamburg in einer Bühnenfassung der Novelle Ein fliehendes Pferd von Martin Walser. In der Spielzeit 2008/2009 übernahm er an der Oper Kiel die Rolle des Officer Krupke in dem Musical West Side Story.

### Sprecher (Auswahl)
Stieren ist auch als Sprecher in den Bereichen Synchronisation (Naruto (Manga)), Hörbuch (Audiobuch (Verlag), Steinbach sprechende Bücher & Audible), Dokumentation und Werbung tätig.

## Filmographie (Auswahl)
- 1991: Tanz auf der Kippe
- 1992: Verlorene Landschaft
- 1993: Die Bombe tickt
- 1993: Ein Mann am Zug (Serie)
- 1993: Ich und Christine
- 1995: Wolffs Revier
- 1996: Der Alte – Wir werden ihn lynchen
- 1996: Mona M. – Mit den Waffen einer Frau
- 1996: Tatort – Schlaflose Nächte
- 1996: Der Parkhausmörder
- 1996–1998: Die Rettungsflieger
- 1997: Same Old Story
- 1997: Ärzte – Vollnarkose
- 1998: Urlaub auf Leben und Tod – Eine Familie hält zusammen
- 1999: Millennium Love
- 2000: Luftpiraten – 113 Passagiere in Todesangst
- 2000: Rosamunde Pilcher – Zeit der Erkenntnis
- 2000: Tatort – Mord am Fluss
- 2000: Der Weihnachtswolf
- 2000–2001: Die Kumpel
- 2002: Kommissar Rex
- 2003: Ein Fall für zwei
- 2003: Alphateam – Die Lebensretter im OP (Staffel 8, Folge 17)
- 2003: Ein Baby für Dich
- 2004: Siska (Staffel 7, Folge 3)
- 2005: Rotkäppchen
- 2005: Das Traumschiff – Oman
- 2005: Die Schwarzwaldklinik – Die nächste Generation
- 2006: Doppelter Einsatz
- 2006: Küstenwache
- 2006: Pfarrer Braun – Drei Särge und ein Baby
- 2007: Der Bulle von Tölz: Schonzeit
- 2007: Notruf Hafenkante: Väter und Söhne
- 2007: Der letzte Zeuge
- 2007: Alarm für Cobra 11 – Die Autobahnpolizei
- 2000: In aller Freundschaft
- 2007–2008: Der Landarzt
- 2009: Der Alte – Dunkelziffer
- 2010: Flemming – Aus den Augen
- 2011: Löwenzahn
- 2013: Stubbe – Von Fall zu Fall (Fernsehserie)
- 2014: Terra X
- 2016: Gladbeck (TV-Film)